# السيد فيردو (فلم 1947)
السيد فيردو (بالإنجليزية: Monsieur Verdoux)، وهي كوميديا سوداء أمريكية صامتة من عام 1947، سيناريو، إنتاج وإخراج تشارلي تشابلن في استوديو يونايتد آرتيست. تعرف أيضا باسم «ميسيو فيردو».

## القصة
يُعتبر فيلم السيد فيردو بالإنجليزية: (Monsieur Verdoux) فيلماً كوميدياً ساخراً ضمن سيناريو جريمة قتل، اضطر شابلن إلى إصداره مرتين؛ حيث أُصدر في المرة الأولى في شهر نيسان من عام 1947م في مدينة نيويورك وواجه نقداً صحفياً سيئاً وبيعاً ضعيفاً للتذاكر، وعليه قرر شابلن ومعاونوه إعادة هيكلة الحملة الإعلانية، وتم إصداره مرة ثانية بعد 5 أشهر في مدينة واشنطن العاصمة، وعندها تحسن مستوى بيع التذاكر وحصل الفيلم على نقد صحفي إيجابي، مُحصلاً 162 ألف دولار بنهاية تلك السنة.

## طاقم التمثيل
- تشارلي تشابلن - هنري فيردو. وأسماءه المستعارة:
  - مونسيو فارناي
  - مونسيو بنور
  - مونسيو فلوراي
- مارثا راي - أنابيلا بونيور، التي تعتقد أن فيردو هو بونيور، قبطان بحري الذي هو دائما يكون بعيد.
- إيزوبيل إلسوم - ماري جروسناي، أرملة كبيرة بالسن مهتمة بشراء منزل ثيلما، الذي يحاول فيردو ( باسم فارناي) محاكمتها.
- مارغريت هوفمان - ليديا فلوراي، التي تعتقد أن فيردو هو فلوراي، المهندس الذي كان بعيدا عن المنزل لعدة أشهر.
- مارلين ناش - الفتاة، امرأة شابة يلتقي بها فيردو محاولا تسميمها قبل أن تغير رأيه بواسطة آرائها في المجتمع.
- باربرا سلاتر - بائع الزهور.
- إيرفينغ بيكون - بيير كوفيس
- إدوين ميلز - جان كوفيس
- فيرجينيا بريساك - كارلوتا كوفيس
- جلسات ألميرا - لينا كوفيس
- يولا مورغان - فيبي كوفيس
- ويليام فراولي - جين لا سال
- مادي كوريل - مونا، زوجة فيردو
- روبرت لويس - موريس بوتيلو، صديق فيردو

## وصلات خارجية
- Monsieur Verdoux على يوتيوب
- مقالات تستعمل روابط فنية بلا صلة مع ويكي بيانات
- DVD Journal article by Mark Bourne